# Kabomba karolínská
Kabomba karolínská (Cabomba caroliniana) je vytrvalá vodní rostlina pocházející ze Severní a Jižní Ameriky. Je oblíbenou akvarijní rostlinou, a byla proto vyvážena do celého světa. Stala se tak invazním druhem v Evropě a Austrálii.
V Austrálii byla kabomba karolínská prohlášena za plevel národního významu (weed of national significance), protože poté, co se dostala do volné přírody, ucpává vodní cesty na východě země, a má tak významné negativní ekonomické i environmentální dopady. Je také na seznamu invazních nepůvodních druhů s významným dopadem na Unii.

## Původní výskyt
Kabomba karolínská pochází z jihovýchodní Jižní Ameriky (jižní Brazílie, Paraguay, Uruguay a severovýchodní Argentina), a východního i západního pobřeží Spojených států. V některých oblastech se konzumuje jako zelenina.

## Popis

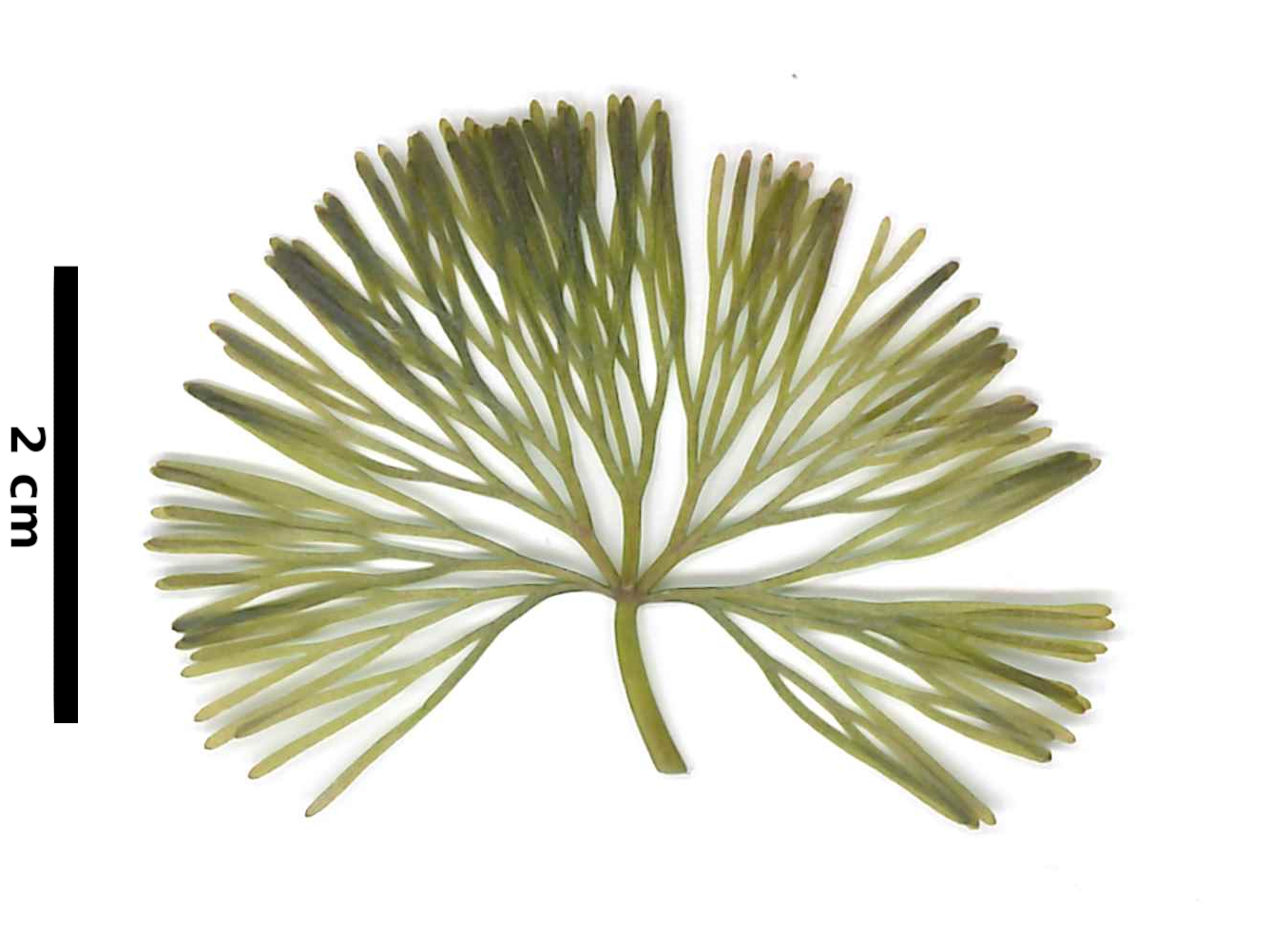
Podvodní list Cabomba caroliniana

Kabomba je podvodní, někdy plovoucí, ale často zakořeněná sladkovodní vytrvalá rostlina s krátkými, křehkými oddenky. Výhony jsou trávově až olivově zelené, někdy červenohnědé. 
Listy jsou dvojího druhu: podvodní a plovoucí. Podvodní listy jsou jemně dělené a na stonku uspořádány do párů. Plovoucí listy jsou  nenápadné, se střídajícím se uspořádáním. Jsou úzké a méně než 13 mm dlouhé a úzké. 
Květy jsou bílé a malé (méně než 13 mm v průměru) a jsou na stopkách, které vycházejí ze špiček stonků.

Tento druh roste zakořeněný v bahně stojatých až pomalu tekoucích vod, včetně potoků, menších řek, jezer a rybníků. Stonky rostliny koncem léta křehnou, což způsobuje její rozpad, a usnadňuje tak její šíření. Rozmnožuje se i semeny, ale vegetativní rozmnožování je hlavním prostředkem šíření.

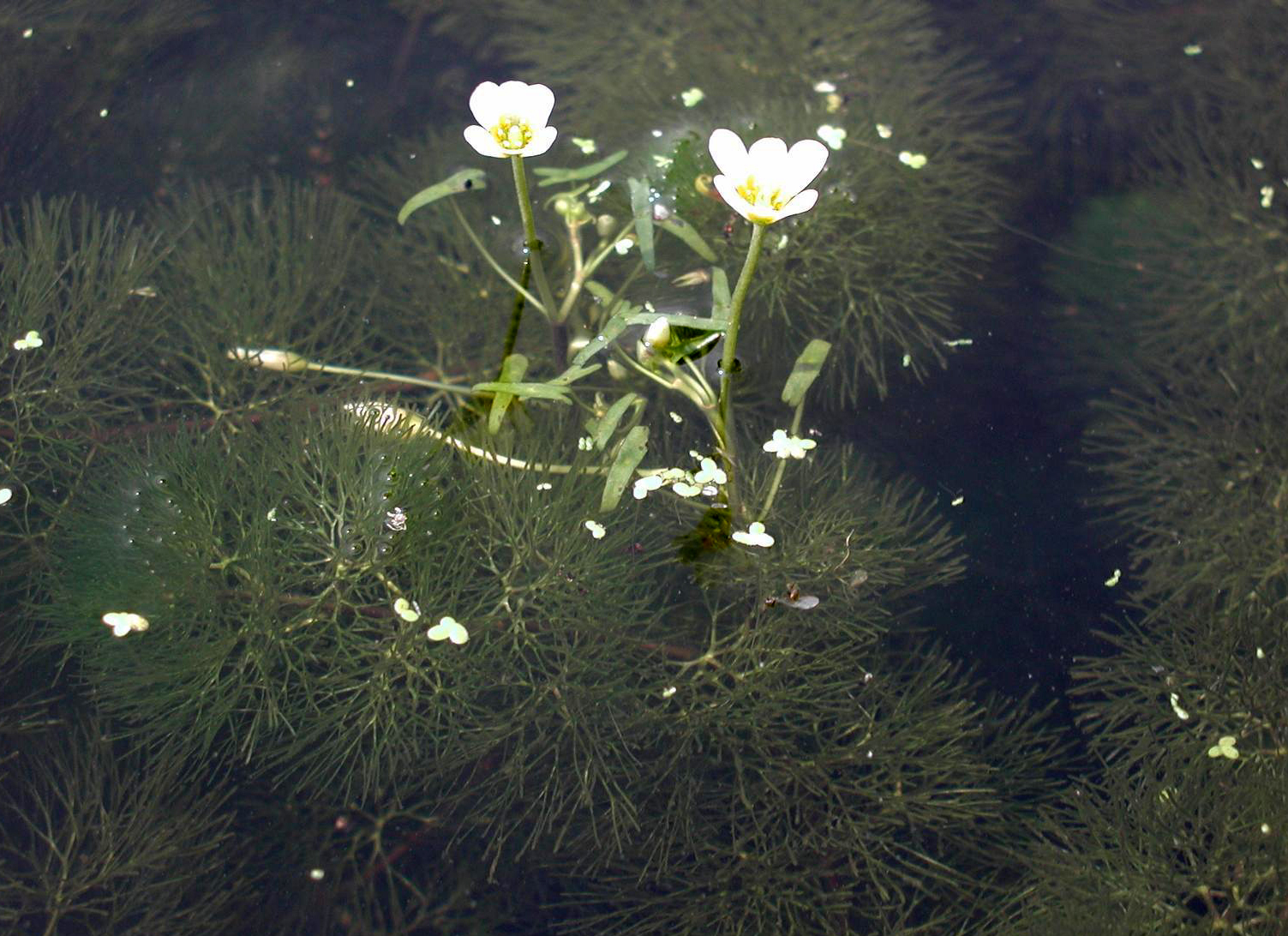
Plovoucí listy s květy
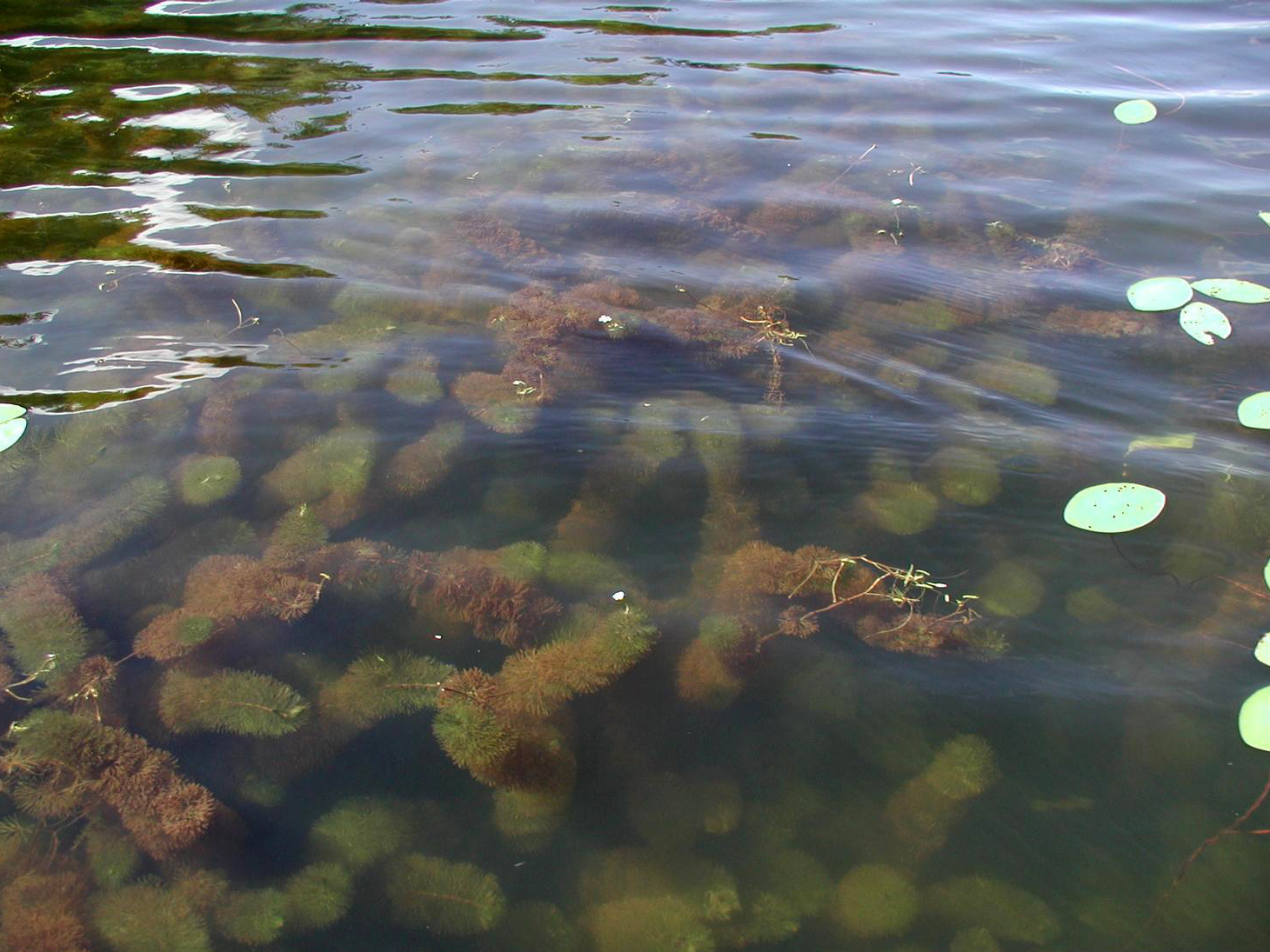
Zelené a červenohnědé výhonky
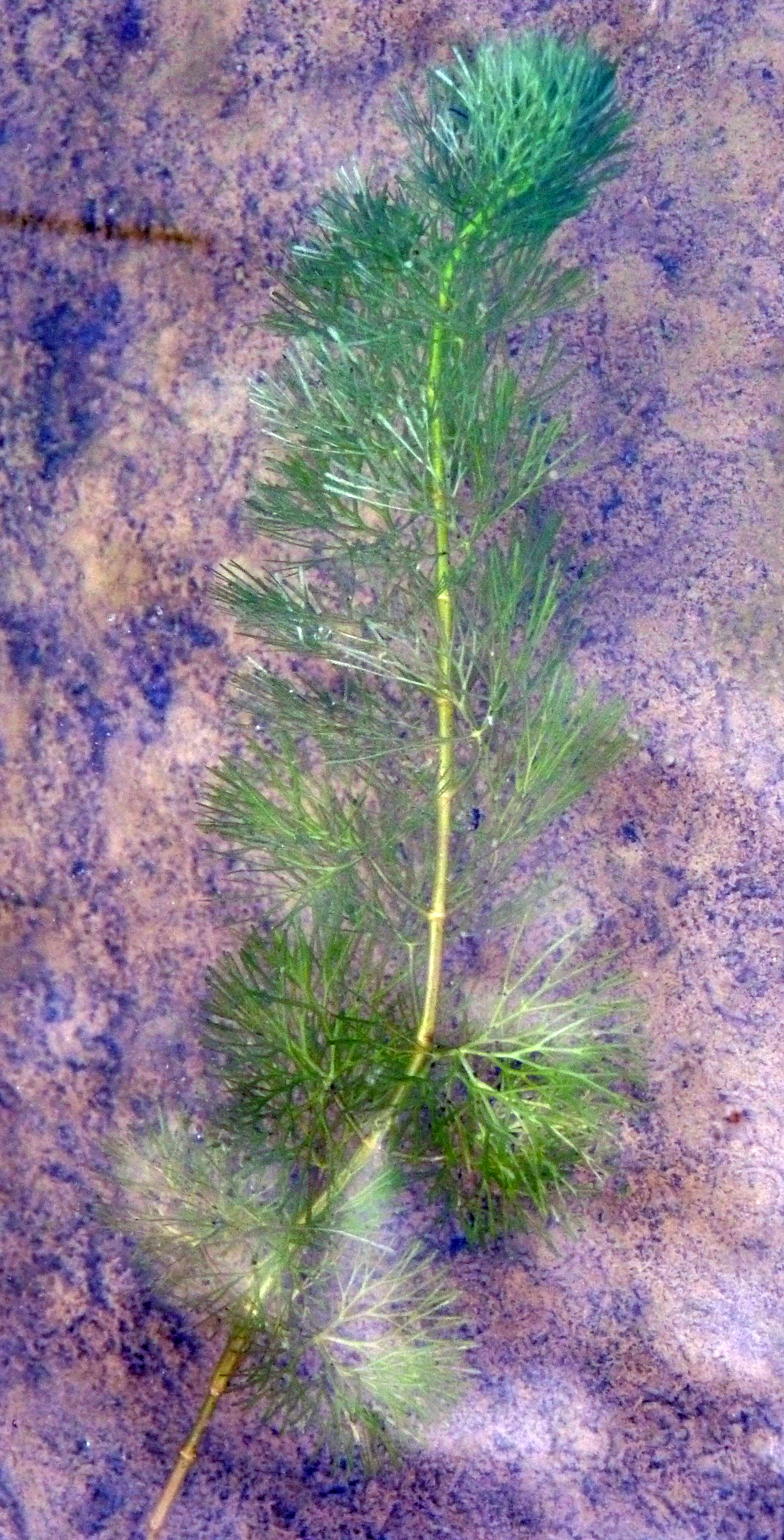
Podvodní listy
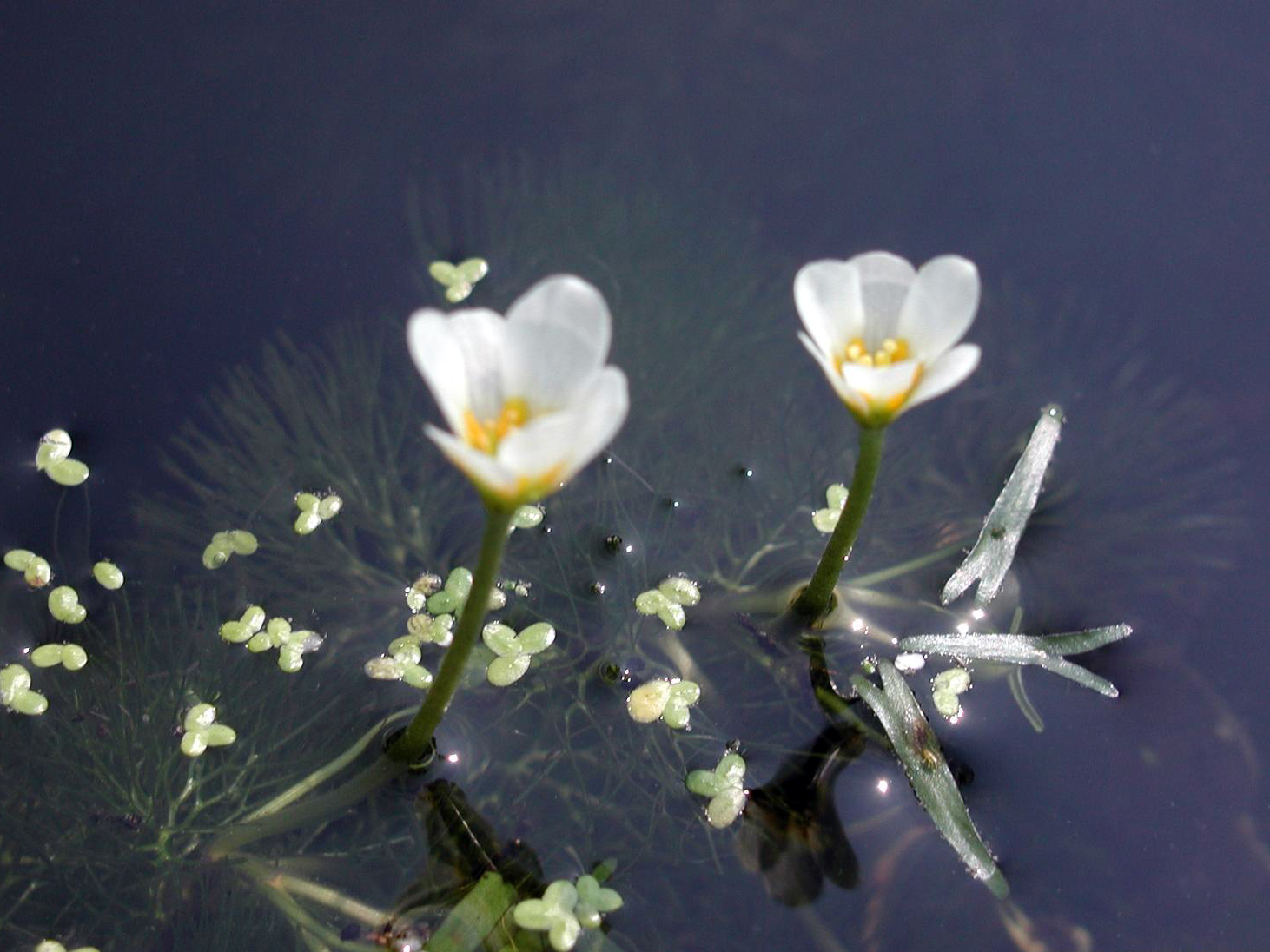
Květy

## Ekologie
Použití v akvaristice vedlo k tomu, že některé druhy byly zavlečeny do jiných částí světa, jako je Austrálie, kde je kabomba karolínská považována za jeden z nejhorších plevelů. Dostala se tam v roce 1967 a rychle se rozšířila ve vodních cestách. Vytlačila původní rostliny a ohrožuje zásoby vody, zejména podél východní strany kontinentu.
Také v některých státech USA je již kabomba karolínská považována za plevel. Velké množství rostlin putuje pro komerční využití z Floridy do ostatních států USA. Rostlina se také komerčně pěstuje v Asii pro export do Evropy a dalších částí světa. 
Je také na seznamu invazních nepůvodních druhů s významným dopadem na Unii. To znamená, že tento druh nemůže být předmětem dovozu a prodeje. EU vyžaduje, aby lidé, kteří rostlinu vlastnili dřív, než nařízení vstoupilo v platnost, přijali opatření, která zabrání jejímu šíření.
Kabomba karolínská kvůli rychlému růstu produkuje obrovské množství rostlinného materiálu. Snižuje tak kapacitu zásobáren vody a rovněž zhoršuje kvalitu vody. Silné zamoření zadržovaných vod může také vést k jejich přelití a tím dalším ekonomickým škodám.
Kabomba vyžaduje mělčí, ale trvale zaplavené prostředí. Jedním z prostředků, využitelných ke snížení jejího výskytu, je tedy odvodnění a vysušení lokality. 
V Austrálii je do vodních toků jako prostředek biologické kontroly nasazován Hydrotimetes natans. Jeho larvy se zavrtávají do stonků a vedou k podstatnému poškození hlavního stonku v důsledku nekrózy tkáně.